# الرسالة إلى أهل أفسس
الرسالة إلى أهل أفسس هي إحدى رسائل العهد الجديد التي تنسب إلى الرسول بولس، وبحسب التقليد فإن بولس قام بكتابتها حوالي عام 63م، ولكن ابتداءً من عام 1792، تم تحدي هذا النسب واعتبارها Deutero-Pauline، أي مكتوبة باسم بولس من تأليف مؤلف آخر متأثر بقوة بفكر بولس، ربما «من قبل تلميذ مخلص، لتلخيص تعاليم بولس وتطبيقها على وضع جديد بعد خمسة عشر إلى خمسة وعشرين سنة من وفاته».:p.47 لا يبدو أنه يوجد سبب حقيقي لكتابة هذه الرسالة ولكنها كانت ببساطة رسالة تعبر عن حب كاتبها لكنيسة مدينة أفسس.[بحاجة لمصدر]

## التأليف
بحسب التقليد فإن بولس قام بكتابتها أثناء وجوده في السجن في روما حوالي عام 63 م، فتكون بذلك قد كتبت في وقت متزامن مع الرسالة إلى الكولوسيين والرسالة إلى الفيلبيين والرسالة إلى فليمون، ومع ذلك، فقد شكك العديد من العلماء الناقدين في تأليفه للرسالة واقترحوا أنه ربما تمت كتابتها بين 80 و 100م.
تُعرّف الآية الأولى في الرسالة بولس كمؤلفها. في حين أن اللوائح المبكرة لكتب العهد الجديد، بما في ذلك كتاب مرقيون والشظية الموراتورية، تنسب الرسالة إلى بولس، في الآونة الأخيرة تم تحدي التأليف البولسي على أساس دراسة بناء الجملة المختلف عن ذلك الخاص ببولس، والمصطلحات، وعلم الآخرات.
الباحث في الكتاب المقدس هارولد هوهنر، الذي قام بدراسة 279 تعليقًا مكتوبًا بين 1519 و2001، وجد أن 54% يفضلون التأليف البولسي، و39% يعارضون التأليف البولسي و7% لا يزالون غير متأكدين. وجد نورمان بيرين ودينيس سي. دولينج أنه من أصل ستة مراجع علمية موثوقة، «أربعة من الستة يقررون أنها ليست من تأليف بولس، والاثنان الآخران يؤكدان على الصعوبات في التأكيد على التأليف البولسي. في الواقع، تلك الصعوبات لا يمكن التغاضي عنها.» يؤكد عالم الكتاب المقدس رايموند إي براون أن حوالي 80% من الباحثين النقديين يقررون أن بولس لم يكتب أفسس.:p.47
هناك أربع نظريات رئيسية في الدراسات الكتابية التي تتناول مسألة التأليف.
- وجهة النظر التقليدية أن من كتبها بولس الرسول، مدعومة من قبل بعض العلماء مثل فرانك تيلمان، وعزرا أبوت، وأستينغ، وغوغلر، وجرانت، وهارنك، وهوبت، وفنتون جون أنتوني هورت، وكليجن، ويوهان ديفيد ميكاليس، وأ. روبرت، وأندريه فويليت.، ساندرز، شيل، بروك فوس ويستكوت، وثيودور زان.[1][2]
- الرأي الثاني يشير إلى أن أفسس قد أملاها بولس مع وجود إقحامات من كاتب آخر. من العلماء الذين يتبنون هذا الرأي ألبيرتز، بينوا، سيرفو، غوغيل، هاريسون، هـ. هولتزمان، مورفي أوكونور، وفاغنفهرر.
- في الوقت الحالي، يعتقد معظم الباحثين أنه من غير المحتمل أن بولس قد كتب أفسس. من بين هؤلاء ألان، بيير، براندون، بولتمان، كونسلمان، ديبليوس، جودسبيد، كيلسيمان، جيه. نوكس، دبليو إل. Knox، Kümmel، K and S Lake، Marxsen، Masson، Mitton، Moffatt، Nineham، Pokorny، Schweizer، وJ. Weiss.
- لا يزال علماء آخرون يرون أنه لا يوجد أدلة قاطعة. تشمل هذه المجموعة Cadbury وJulicher وMcNeile وويليامز.

## محتوى الرسول
- تحيات حارة لكنيسة أفسس.[11]
- وصف عام لبركات الإيمان بيسوع المسيح ومعنى تلك البركات ولماذا تُعطى وماهو هدفها النهائي.[12]
- الحديث عن التغيير الروحي الكبير الذي خلقه عمل المسيح الكفاري في حياة الأمم الوثنية.[13]
- وحدة المؤمنين في جسد المسيح.[14]
- تعليمات عامة حول الحياة المسيحية.[15]
- حث كنيسة أفسس على الثبات.[16]
- تحيات ختامية.[17]

## مواضيع ذات صلة
- بولس
- أفسس